# Czugujewka
Czugujewka (ros. Каменка) – wieś (sieło) w Rosji, w Kraju Nadmorskim, ośrodek administracyjny rejonu czugujewskiego. W 2010 liczyła 12 171 mieszkańców.

## Urodzeni
- Michaił Badiuk – radziecki lotnik wojskowy, Bohater Związku Radzieckiego.